# Крученюк, Пётр Аксентьевич
Пётр Аксентьевич Крученюк (молд. Petrea Cruceniuc) (29 июня 1917 — 4 января 1988) — советский хозяйственный, государственный и политический деятель.

## Биография
Родился в 1917 году в селе Плоть. Член КПСС с 1942 года.
Участник советско-финской и Великой Отечественной войн. С 1949 года — на хозяйственной, общественной и политической работе. В 1949—1985 гг. — главный редактор журнала «Нистру», главный редактор еженедельника «Култура», ответственный секретарь Молдавского комитета защиты мира.
Писатель, поэт, автор множества произведений на русском языке в стиле социалистического реализма.
Награждён медалью имени Александра Фадеева.
Избирался депутатом Верховного Совета Молдавской ССР 9-го созыва.
Умер в Кишинёве 4 января 1988 года.